# Néicer Reasco
Néicer Reasco Yano (ur. 23 lipca 1977 w San Lorenzo) – ekwadorski piłkarz grający na pozycji prawego obrońcy.
Jest ojcem piłkarza Djorkaeffa Reasco i tenisistki Mell Reasco.

## Kariera klubowa
Reasco jest wychowankiem klubu LDU Quito wywodzącego się ze stolicy kraju. W jego barwach zadebiutował w 1997 w lidze ekwadorskiej i już w pierwszym sezonie zaczął grać w pierwszym składzie zespołu. W 1998 roku wywalczył z LDU swój pierwszy tytuł mistrza kraju, dzięki czemu w 1999 roku wystąpił w Copa Libertadores. W 2000 roku także zakwalifikował się z LDU do tego pucharu. W zimie 2001 Reasco odszedł do argentyńskiego zespołu Club Atlético Newell’s Old Boys i w fazie Clausura zajął z nim 12. miejsce w lidze argentyńskiej. Po pół roku wrócił jednak do LDU Quito i w 2003 roku wywalczył swój drugi tytuł mistrza Ekwadoru oraz zaliczył debiut w Copa Sudamericana. W 2004 roku zagrał ze swoim klubem w Copa Libertadores, podobnie jak w 2005 roku. Wtedy też wywalczył kolejny tytuł mistrza kraju. Rok 2006 Reasco rozpoczął w LDU, ale w połowie przeszedł do brazylijskiego São Paulo Futebol Clube, w którym z powodu do końca roku zaliczył tylko 1 mecz w Campeonato Brasileiro. Obecnie jest jedynym zagranicznym zawodnikiem w drużynie.
| Sezon   | Klub                    | Kraj      | Rozgrywki                        | Mecze | Bramki |
| ------- | ----------------------- | --------- | -------------------------------- | ----- | ------ |
| 1997    | LDU Quito               | Ekwador   | Campeonato Ecuatoriano de Fútbol | 26    | 0      |
| 1998    | LDU Quito               | Ekwador   | Campeonato Ecuatoriano de Fútbol | 35    | 2      |
| 1999    | LDU Quito               | Ekwador   | Campeonato Ecuatoriano de Fútbol | 27    | 2      |
| 2000    | LDU Quito               | Ekwador   | Campeonato Ecuatoriano de Fútbol | 31    | 1      |
| 2000/01 | Newell’s Old Boys       | Argentyna | Primera División                 | 11    | 0      |
| 2001    | LDU Quito               | Ekwador   | Campeonato Ecuatoriano de Fútbol | 17    | 0      |
| 2002    | LDU Quito               | Ekwador   | Campeonato Ecuatoriano de Fútbol | 37    | 0      |
| 2003    | LDU Quito               | Ekwador   | Campeonato Ecuatoriano de Fútbol | 41    | 5      |
| 2004    | LDU Quito               | Ekwador   | Campeonato Ecuatoriano de Fútbol | 39    | 3      |
| 2005    | LDU Quito               | Ekwador   | Campeonato Ecuatoriano de Fútbol | 49    | 4      |
| 2006    | LDU Quito               | Ekwador   | Campeonato Ecuatoriano de Fútbol | 13    | 1      |
| 2006    | São Paulo Futebol Clube | Brazylia  | Campeonato Brasileiro            | 1     | 0      |
| 2007    | São Paulo Futebol Clube | Brazylia  | Campeonato Brasileiro            |       |        |

## Kariera reprezentacyjna
W reprezentacji Ekwadoru Reasco zadebiutował 14 października 1998 roku w zremisowanym 0:0 spotkaniu z Urugwajem. W 2004 roku zaliczył udział w turnieju Copa América 2004, ale nie wyszedł wówczas z grupy.
W 2006 roku Neicer został powołany przez selekcjonera Luisa Fernando Suáreza do kadry na Mistrzostwa Świata w Niemczech. Tam wystąpił najpierw w dwóch grupowych spotkaniach: wygranych 2:0 z Polską i 3:0 z Kostaryką, a także w 1/8 finału w przegranym 0:1 meczu z Anglią.
W 2007 roku Reasco znalazł się w kadrze Ekwadoru na Copa América 2007, ale nie wyszedł ze swoją reprezentacją z grupy, zajmując w niej ostatnie 4. miejsce i przegrywając wszystkie 3 spotkania.